# Vinica
Vinica es un municipio de Croacia en el condado de Varaždin.

## Geografía
Se encuentra a una altitud de 196 m s. n. m. a 89 km de la capital nacional, Zagreb.

## Demografía
En el censo 2011, el total de población del municipio fue de 3389 habitantes, distribuidos en las siguientes localidades:
- Donje Vratno - 289
- Gornje Ladanje - 949
- Goruševnjak - 74
- Marčan - 598
- Pešćenica Vinička - 125
- Vinica - 1 075
- Vinica Breg - 279

| Gráfica de población de Vinica 1857-2011                            |
|                                                                     |
| Según los censos de población de la oficina estadística de Croacia. |